# 霍利希德
霍利希德（英語：Holyhead） 是位於英國威爾斯安格爾西郡聖島上的一座城鎮。雖然霍利希德是安格爾西郡最大的城市，但並非郡治所在地。霍利希德港是愛爾蘭海沿岸主要港口之一。據2011年英國人口普查結果顯示，霍利希德有人口11,431人。而霍利島全島的人口則有 13,659人。

## 外部連結
- A Vision of Britain Through Time （页面存档备份，存于）
- British Listed Buildings
- Croeso Network （页面存档备份，存于）
- Genuki （页面存档备份，存于）
- Geograph
- Holyhead Regeneration Website
- Holyhead Town Council （页面存档备份，存于）
- Office for National Statistics
- Sealink-Holyhead （页面存档备份，存于）
- Welcome to Holyhead
- St Cybi's Church, Holyhead （页面存档备份，存于）